# Río Fucha
El río Fucha o río San Cristóbal es uno de los ríos que atraviesa la ciudad de Bogotá. Nace en el páramo de Cruz Verde y desemboca en el río Bogotá.
El Río Fucha es el segundo afluente más largo que tiene el Río Bogotá y ha sido motor de los primeros desarrollos industriales y barrios obreros en la ciudad. Recorre aproximadamente 22 km de los cuales 17km pasan por el suelo urbano

## Cuenca
Su cuenca cuenta con un área de 12.991 a urbanas y 4.545 rurales correspondientes a los cerros Orientales de la ciudad. Nace en la reserva forestal El Delirio en el páramo de Cruz Verde. En su parte alta recibe las aguas de las quebradas San Cristóbal (de ahí que también sea conocido como río San Cristóbal), la Osa y Pablo Blanco. En su curso medio y bajo atraviesa la zona meridional de la sabana de Bogotá.
Sus principales afluentes atraviesan las localidades de San Cristóbal, Santa Fe, Antonio Nariño, Rafael Uribe Uribe, Puente Aranda, Kennedy y Fontibón. El Fucha propiamente dicho atraviesa por su parte San Cristóbal, Antonio Nariño, Puente Aranda, Kennedy y Fontibón, marcando la frontera entre las dos últimas. Entre sus afluentes, ya canalizados, se encuentran el Teñidero (o Santa Caterina), el Molinos (o Aserradero) y el Fucha Chiquito (o de la Polvoreda).

## Fauna
Entre las especies que habitan a lo largo del recorrido del río, especialmente en la zona alta de la cuenca, se destacan la torcaza (zenaida auriculata), la golondrina vientrigrís (orochelidon murina), el chamón (molothrus bonariensis), la paloma bravía (columba livia), el mirlo grande (turdus fuscater), el copetón (zonotrichia capensis), el mosquerito gorgiblanco (mecocerculus leucophrys), tirano tropical (tyrannus melancholicus), zopilote negro (coragyps atratus), garza bueyera (bubulcus ibis), busardo aliancho (buteo platypterus), inmaduro de orejivioleta vientriazul (colibri coruscans) y el clarinero (anisognathus igniventris).
| Nombre                               | Especie                  | Imagen |
| ------------------------------------ | ------------------------ | ------ |
| Torcaza                              | Zenaida auriculata       |        |
| Golondrina vientrigrís               | Orochelidon murina       |        |
| Chamón                               | Molothrus bonariensis    |        |
| Paloma bravía                        | Columba livia            |        |
| Mirlo grande                         | Turdus fuscater          |        |
| Copetón                              | Zonotrichia capensis     |        |
| Mosquerito gorgiblanco               | Mecocerculus leucophrys  |        |
| Tirano tropical                      | Tyrannus melancholicus   |        |
| Zopilote negro                       | Coragyps atratus         |        |
| Garza bueyera                        | Bubulcus ibis            |        |
| Busardo aliancho                     | Buteo platypterus        |        |
| Inmaduro de orejivioleta vientriazul | Colibri coruscans        |        |
| Clarinero                            | Anisognathus igniventris |        |

## Flora
Entre las especies de flora se encuentra el tronador (tecoma stans), el pittosporum undulatum, cerezo criollo (prunus serotina), taco de reina (tropaeolum majus), trébol blanco (trifolium repens), rabaniza (raphanus raphanistrum), arboloco (smallanthus pyramidalis), diente de león (taraxacum officinale), aligustre (ligustrum lucidum), hayuelo (retrophyllum rospigliosii), trébol rojo (trifolium pratense), yuca de interior (yucca gigantea), chilca (baccharis latifolia), dedalera (digitalis purpurea), fuchsia boliviana, malva común (malva sylvestris), agave amarillo (agave americana), bola de oro (solanum marginatum), tumbo (passiflora tripartita), farolito japonés (abutilon pictum), saucos (sambucus nigra), hierba doncella (vinca major), acacia mimosa (acacia baileyana), sauce criollo (salix humboldtiana), flor de papel (bougainvillea glabra) y tala blanco (duranta erecta).
| Nombre           | Especie                   | Imagen |
| ---------------- | ------------------------- | ------ |
| Tronador         | Tecoma stans              |        |
| Cerezo criollo   | Prunus serotina           |        |
| Taco de reina    | Tropaeolum majus          |        |
| Trébol blanco    | Trifolium repens          |        |
| Rabaniza         | Raphanus raphanistrum     |        |
| Arboloco         | Smallanthus pyramidalis   |        |
| Diente de león   | Taraxacum officinale      |        |
| Aligustre        | Ligustrum lucidum         |        |
| Hayuelo          | Retrophyllum rospigliosii |        |
| Trébol rojo      | Trifolium pratense        |        |
| Yuca de interior | Yucca gigantea            |        |
| Chilca           | Baccharis latifolia       |        |
| Dedalera         | Digitalis purpurea        |        |
| Sauce criollo    | Salix humboldtiana        |        |
| Flor de papel    | Bougainvillea glabra      |        |

## Contaminación

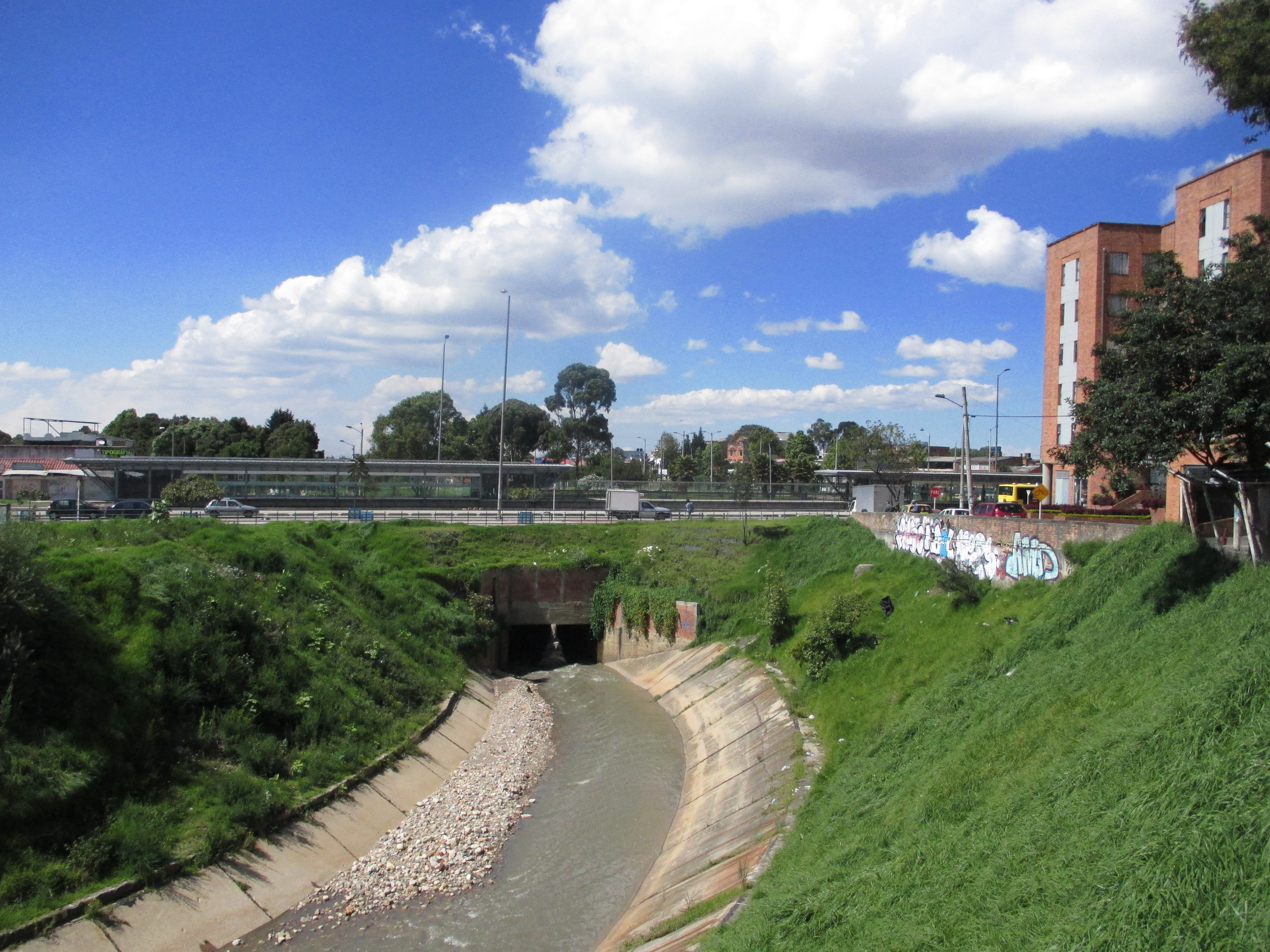
El río Fucha a la altura de la Carrera Décima.

Sólo en su dos primeros kilómetros el cauce no está contaminado. El resto presenta un regular y mal estado de conservación, pues desde hace décadas se lo utiliza como alcantarilla receptora de desperdicios y aguas residuales. 
Al llegar al parque San Cristóbal recibe al canal de San Blas, en las carreras Cincuenta y Cincuenta y uno, lo mismo que el Albina y el río Seco, presentando los tres graves estados de degradación. Entre la desembocadura de Comuneros y la avenida Boyacá el problema se agrava, presentando olores nauseabundos, albergando basuras, y recogiendo otras redes de aguas negras, así como los interceptores Fucha y Boyacá, y más adelante también del Kennedy. 
El canal de San Francisco, por encontrarse remansado, es otro grave factor de contaminación del río, que transmite sus problemas al río Bogotá, aportando el 39% de su contaminación. En 2010 se ha emprendido un proceso de recuperación por un valor cercano a los ochenta y cuatro millones de pesos.

## Corredor Ambiental Río Fucha

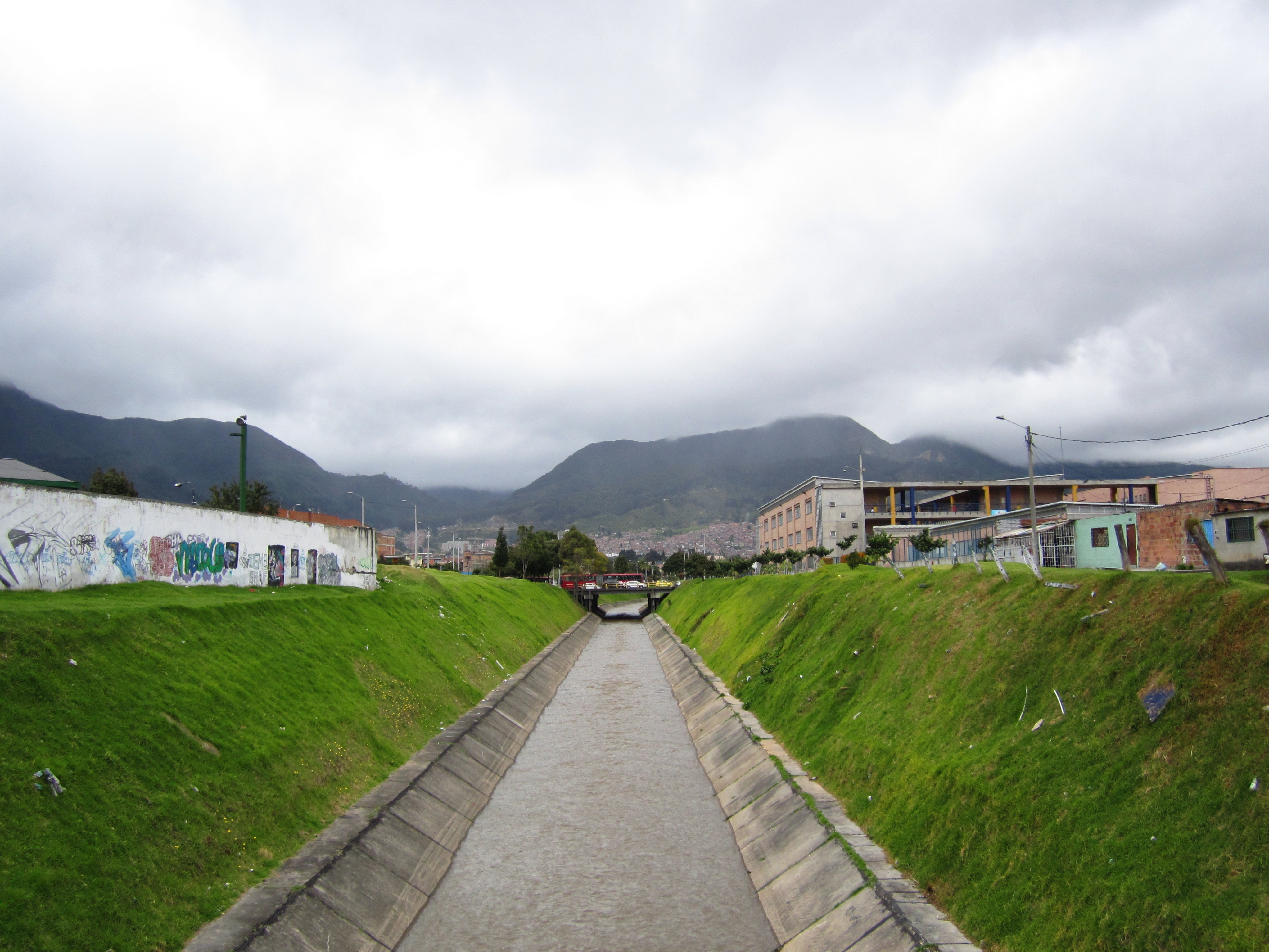
Río Fucha al paso por la Carrera 16.

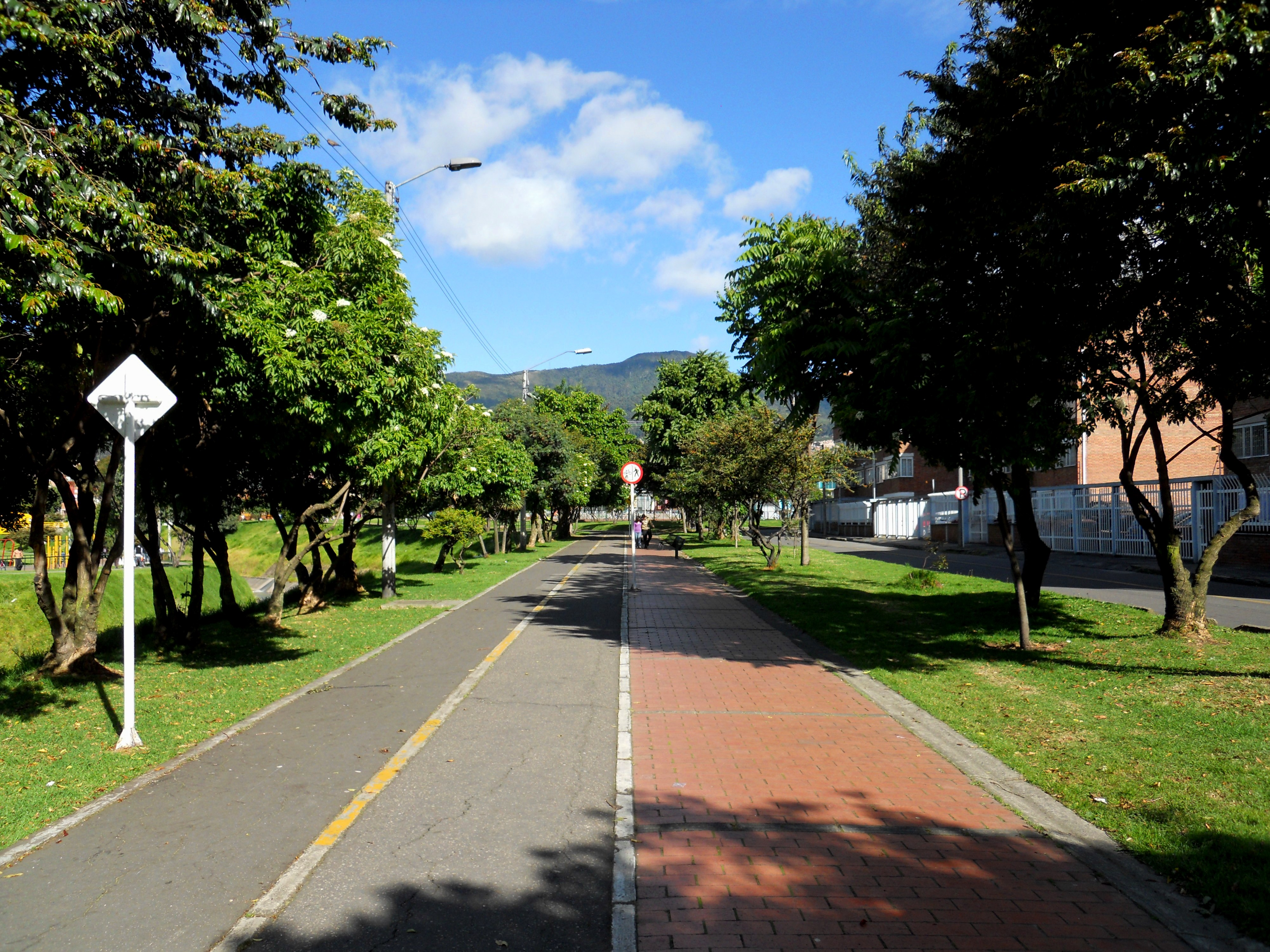
Ciclorruta Río Fucha en el Barrio Ciudad Jardín Sur.

Actualmente, la Alcaldía de Bogotá, en conjunto con el Jardín Botánico y la Empresa de Acueducto y Alcantarillado de Bogotá, ha puesto en marcha el proyecto Corredor Ambiental Río Fucha. Este proyecto está planificado para desarrollarse en el costado norte del río, iniciando en la localidad de San Cristóbal, desde el Instituto para Niños Ciegos, ubicado en la Carrera 12A Este N° 11-30. El corredor atravesará cinco localidades de Bogotá y finalizará en la alameda El Porvenir, que conecta las localidades de Kennedy y Fontibón.
El proyecto Corredor Ambiental Río Fucha busca transformar este importante espacio urbano en un entorno más verde y accesible. Entre sus principales objetivos se encuentran la creación de 17 kilómetros de senderos peatonales y ciclorrutas, promoviendo la movilidad sostenible y el disfrute del espacio público. Además, se llevará a cabo la plantación de 2,305 árboles de especies nativas, contribuyendo a la restauración ecológica del área y al aumento de la biodiversidad local. Para mejorar la seguridad y comodidad de los transeúntes, se instalarán 447 luminarias, garantizando una adecuada iluminación del corredor. Asimismo, se colocarán 180 cestas de basura a lo largo del recorrido, con el fin de fomentar el cuidado del medio ambiente y mantener el espacio limpio para todos los usuarios.